# Geršiči
Geršiči este o localitate din comuna Metlika, Slovenia, cu o populație de 52 de locuitori.